# ويلهلم غروت
ويلهلم غروت (بالألمانية: Wilhelm Groth)‏ هو كيميائي وأستاذ جامعي ألماني، ولد في 9 يناير 1904 في هامبورغ في ألمانيا، وتوفي في 20 فبراير 1977 في بون في ألمانيا.

## وصلات خارجية
- ويلهلم غروث على موقع مونزينجر (الألمانية)